# Krupka (Nasielsk)
Krupka (dawn. Krupki) – część miasta Nasielsk położona w Polsce, w województwie mazowieckim, w powiecie nowodworskim, w gminie Nasielsk.
W latach 1975–1998 miejscowość administracyjnie należała do województwa ciechanowskiego.